# Заседание по формуле Аррии
Заседания членов Совета Безопасности ООН по формуле Аррии — неформальные встречи, организуемые членом или членами Совета Безопасности с целью проводить в частном порядке откровенный обмен мнениями с использованием гибких процедурных рамок и с участием лиц, которых было бы полезно заслушать и которым они хотели бы что‑то сообщить. Такой формат заседаний назван в честь венесуэльского дипломата Диего Аррии, который начал применять эту практику в 1992 году в качестве представителя Венесуэлы в Совете (в 1992–1993 годах).
Заседания по формуле Аррии не предусмотрены в Уставе ООН и Временных правилах процедуры Совета Безопасности. Но в соответствии со статьей 30 Устава Совет может устанавливать свои собственные правила процедуры и располагает определённой свободой действий для установления практики работы по своему усмотрению.
Заседания по формуле Аррии отличаются от обычных консультаций Совета Безопасности:
- Такие неофициальные встречи не относятся к числу мероприятий Совета и созываются по инициативе его члена или членов. Инициатор выступает в качестве председателя такого заседания.
- Решение об участии в таких заседаниях принимается отдельными членами Совета Безопасности самостоятельно. Они могут отказываться от участия в них[3].
- Заседания проводятся в одном из залов заседаний, а не в зале Совета Безопасности.
- Организатор направляет остальным членам Совета Безопасности письменное приглашение из своего представительства, а не путём уведомления от имени Секретариата Совета Безопасности.
- О проведении этих заседаний не объявляется в ежедневном Журнале Организации Объединенных Наций.
- Сотрудники Секретариата Совета Безопасности не участвуют в таких заседаниях (за исключением устных переводчиков и сотрудника по конференционному обслуживанию), также не участвуют не получившие соответствующего приглашения.

## Примечание
1. 1 2 3  Информационная справка о заседаниях, проводимых членами Совета Безопасности по «формуле Аррии». Справочник о методах работы. Совет Безопасности ООН. Дата обращения: 19 марта 2015. Архивировано 19 марта 2015 года.
2. ↑  Форматы совещаний по вопросам, относящимся к компетенции Совета Безопасности // Совет Безопасности: Справочник о методах работы. — United Nations, Department of Public Information, 2011. — С. 19. — ISBN 9789211370355. Архивировано 5 сентября 2014 года.
3. ↑  Олег Зеленин. Постпредство РФ: Россия не будет участвовать в неформальной встрече СБ ООН по Крыму. ТАСС (19 марта, 1:48 UTC+3). Дата обращения: 19 марта 2015. Архивировано 20 марта 2015 года.